# Seiryoku Zen'yo Kokumin Taiiku no Kata
Il Seiryoku Zen'yō Kokumin Taiiku no Kata (精力善用国民体育の形, forme dell'educazione fisica nazionale del miglior impiego dell'energia) è un metodo di allenamento di jūdō codificato dal Kōdōkan di Tōkyō.
Esso non è un kata in senso stretto come invece lo sono il nage-no-kata, il katame-no-kata, ecc., ma piuttosto consiste in una serie di tecniche prestabilite atte al riscaldamento fisico, al miglioramento della decisione (kime), e della fluidità dei movimenti (jū).
Il kata è così organizzato:
- Tandoku-renshu (単独動作, allenamento individuale)
  - Primo gruppo: (第一類)
    - Goho-ate (五方当, colpire in cinque direzioni):
      - Hidari-mae-naname-ate (左前斜当, colpire in obliquo avanti a sinistra)
      - Migi-ate (右当, colpire a destra)
      - Ushiro-ate (後当, colpire indietro)
      - Mae-ate (前当, colpire in avanti)
      - Ue-ate (上当, colpire in alto)

    - Ō-goho-ate (大五方当, colpire in cinque direzioni con l'aggiunta di un passo):
      - Ō-Hidari-mae-naname-ate (大左前斜当, colpire in obliquo avanti a sinistra)
      - Ō-Migi-ate (大右当, colpire a destra)
      - Ō-Ushiro-ate (大後当, colpire indietro)
      - Ō-Mae-ate (大前当, colpire in avanti)
      - Ō-Ue-ate (大上当, colpire in alto)

    - Goho-geri (五方蹴, calciare in cinque direzioni):
      - Mae-geri (前蹴, calciare in avanti)
      - Ushiro-geri (後蹴, calciare indietro)
      - Hidari-mae-naname-geri (左前斜蹴, calciare in obliquo avanti a sinistra)
      - Migi-mae-naname-geri (右前斜蹴, calciare in obliquo avanti a destra)
      - Taka-geri (高蹴, calciare in alto)

  - Secondo gruppo: (第二類)
    - Kagami-migaki (鏡磨, lustrare lo specchio)
    - Sayu-uchi (左右打, colpire a destra e a sinistra)
    - Zengo-zuki (前後突, colpire avanti e indietro)
    - Ryote-ue-tsuki (両手上突, colpire in alto)
    - Ō-ryote-ue-tsuki (大両手上突, colpire in alto con un salto)
    - Sayu-kogo-shita-zuki (左右交互下突, colpire in basso a destra e a sinistra)
    - Ryote-shita-zuki (両手下突, colpire in basso con entrambi i pugni)
    - Naname-ue-uchi (斜上打, colpire in diagonale in alto)
    - Naname-shita-uchi (斜下打, colpire in diagonale in basso)
    - Ō-naname-ue-uchi (大斜上打, colpire in diagonale in alto con l'aggiunta di un passo)
    - Ushiro-sumi-zuki (後隅突, colpire indietro nell'angolo)
    - Ushiro-zuki (後打, colpire indietro)
    - Ushiro-zuki-mae-shita-zuki (後突前下突, colpire indietro colpire in basso)
- Sotai-renshu (相対動作, allenamento in coppia)
  - Kime-shiki (極式練習, pratica della decisione)
    - Idori (居取, in ginocchio):
      - Ryote-dori (両手取, prendere entrambi i polsi)
      - Furi-hanashi (振放, liberare con forza)
      - Gyaku-te-dori (逆手取, prendere al rovescio ai polsi)
      - Tsukkake (突掛, colpire allo stomaco)
      - Kiri-kake (切掛, colpire tagliando)

    - Tachiai (立合, in piedi):
      - Tsuki-age (突上, upper-cut)
      - Yoko-uchi (横打, colpire al lato)
      - Ushiro-dori (後取, prendere da dietro)
      - Naname-tsuki (斜突, colpire in diagonale con il coltello)
      - Kiri-oroshi (切下, tagliare dall'alto con la spada)

  - Jū-shiki (柔式練習, pratica dell'adattabilità)
    - Prima serie (一教):
      - Tsuki-dashi (突出, trapassare con la mano)
      - Kata-oshi (肩押, spingere la spalla)
      - Kata-mawashi (肩廻, ruotare la spalla)
      - Kiri-oroshi (切下, tagliare dall'alto)
      - Kata-te-dori (片手取, prendere una mano)

    - Seconda serie (二教):
      - Kata-te-age (片手上, sollevare una mano)
      - Obi-tori (帯取, prendere la cintura)
      - Mune-oshi (胸押, spingere il petto)
      - Tsuki-age (突上, upper-cut)
      - Ryogan-tsuki (両眼突, colpire agli occhi)